# RKVFC Sithoc
Maillots
Le RKVFC Sithoc, de son nom complet Rooms Katholieke Vereniging Football Club Sint Thomas College, est un club de football basé à Willemstad dans l'île de Curaçao. 

## Histoire du club
Fondé le 7 mars 1942, il possède l'un des plus grands palmarès avec neuf championnats de Curaçao et huit championnats des Antilles néerlandaises. Il connaît cependant une réelle baisse de niveau puisqu'à l'issue de la saison 2015, il descend en Sekson Amatur, la deuxième division curacienne.
Ses multiples succès en championnat des Antilles néerlandaises ont permis au club de participer à plusieurs reprises à la Coupe des clubs champions de la CONCACAF puis à la CFU Club Championship avec plus ou moins de succès. Son meilleur résultat en compétition continentale est une demi-finale, atteinte en 1962. 

## Palmarès
- Championnat des Antilles néerlandaises (8) :
  - Vainqueur en 1961, 1962, 1990-1991, 1991, 1992, 1993, 1995-1996 et 1998-1999
  - Finaliste en 1981, 1986, 1990, 1994

- Championnat de Curaçao (9) :
  - Vainqueur en 1961, 1962, 1986, 1989, 1990-1991, 1991, 1992, 1993 et 1995-1996
  - Vice-champion en 1950, 1954, 1956, 1963, 1980, 1994, 1998-1999

### Liens
- Championnat de Curaçao de football
- Fiche du club sur le site soccerway